# حي الزيتونة

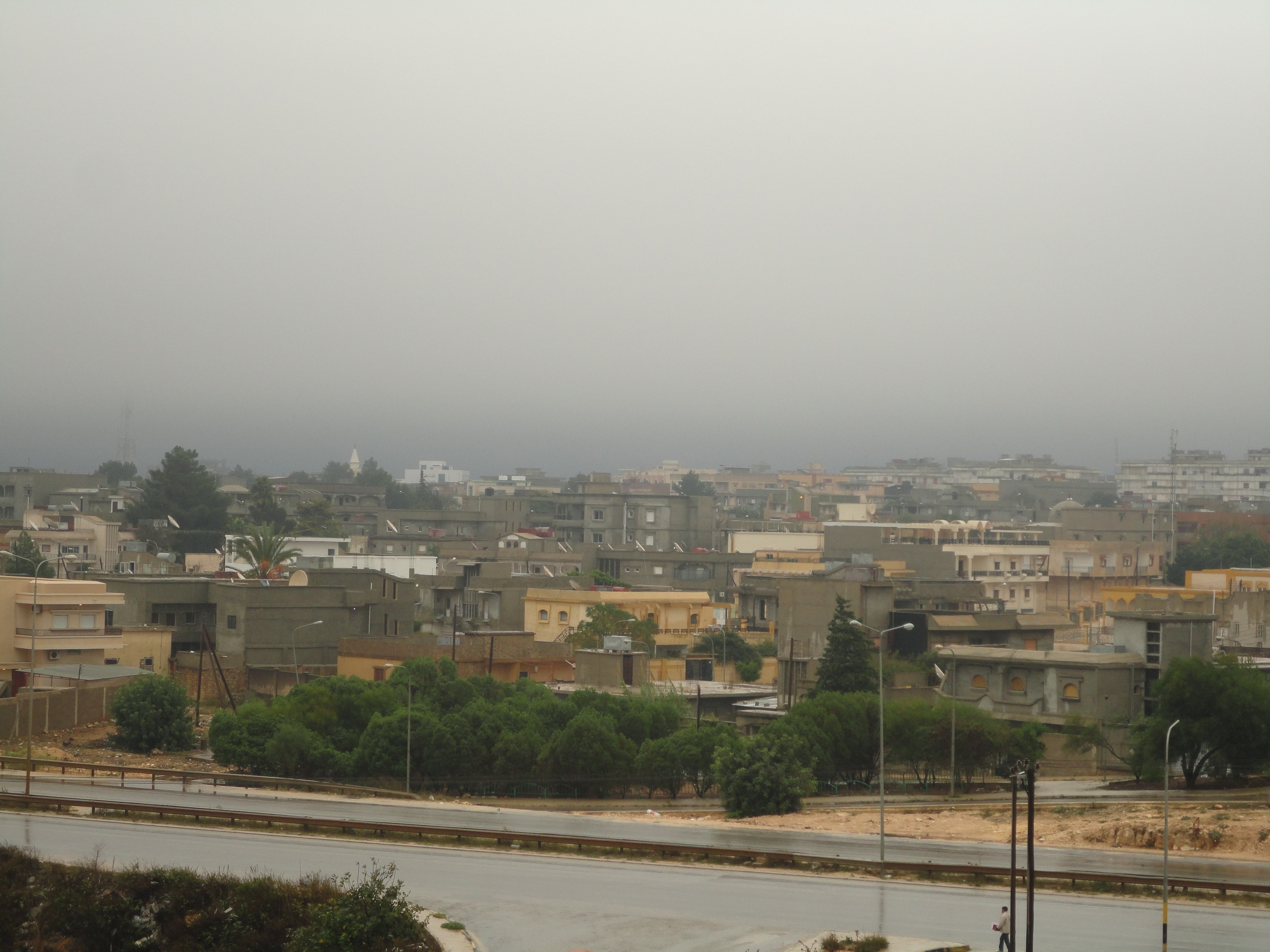
منظر من شمال حي الزيتونة في عام 2010

حي الزيتونة يقع شرق حي الأندلس وغرب حي فيلات 300 بمدينة البيضاء في ليبيا. ويوجد بالحي كلية الشريعة، جامعة محمد بن علي السنوسي، ويحد الحي من الشمال العديد من الكليات لجامعة عمر المختار، ترجع تسمي الحي بهذا الاسم نسبة إلى شجرة زيتون التي كانت موجود بها التي تم اقتلاعها.